# هيكتور ليساراغا
هيكتور ليساراغا (بالإسبانية: Hector Lizarraga)‏ مواليد 1 سبتمبر 1966 في المكسيك، هو ملاكم محترف مكسيكي معتزل كان يصنف ضمن فئة وزن الوسط. حقق بطولة الاتحاد الدولي للملاكمة.

## إحصائيات
خاض خلال مسيرته 55 نزالا، فاز في 38 وتعادل في 5 وخسر في 12. فاز بالضربة القاضية في 21 نزالا.

## روابط خارجية
- هيكتور ليساراغا على موقع بوكس ريك (الإنجليزية) (registration required)